# Wellfleet

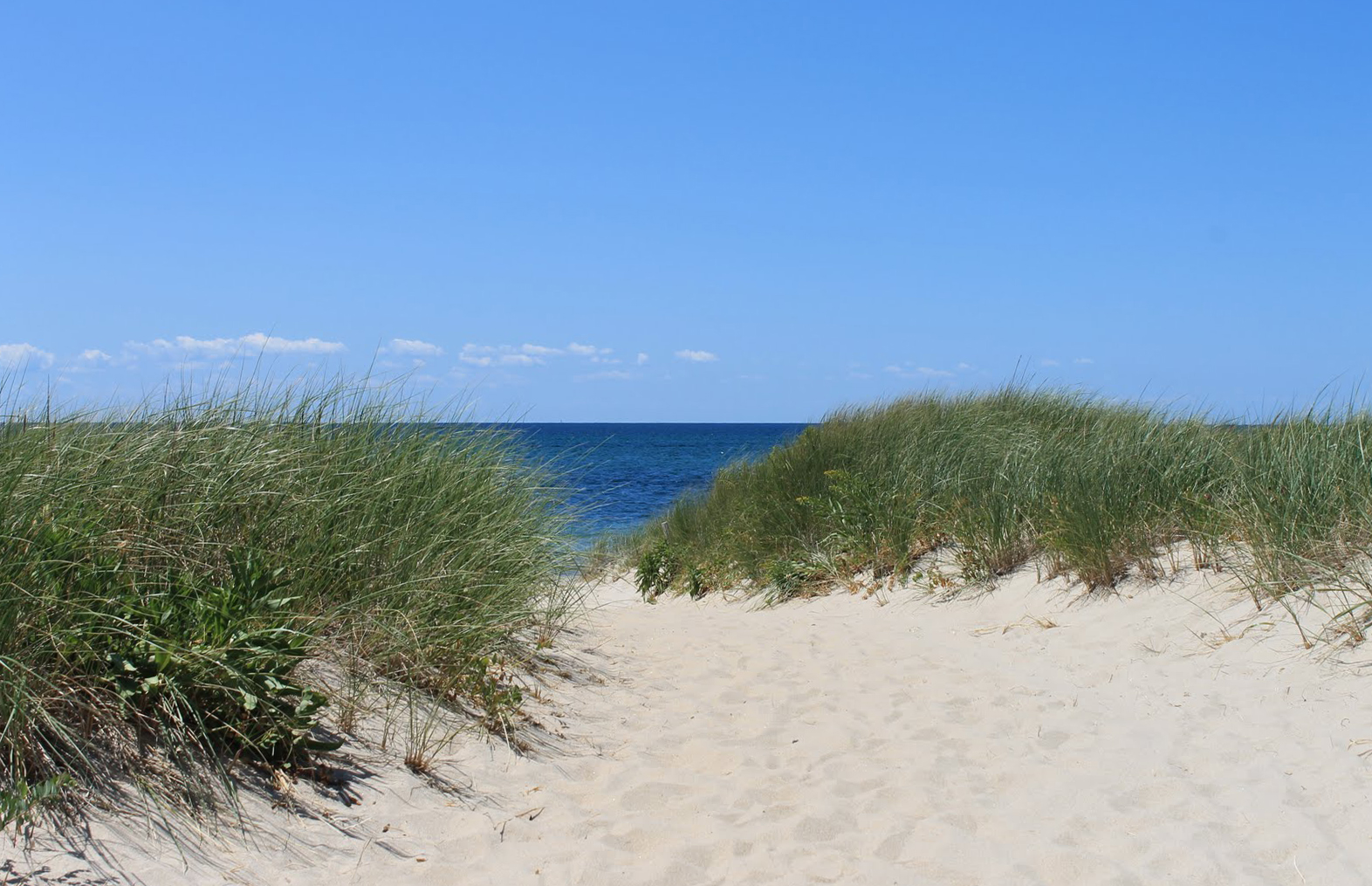

Wellfleet är en kommun (town) i Barnstable County i delstaten Massachusetts, USA med cirka 2 749 invånare (2000). Den har enligt United States Census Bureau en area på 91,6 km² varav 40,2 km² är vatten.